# José Gregorio Monagas

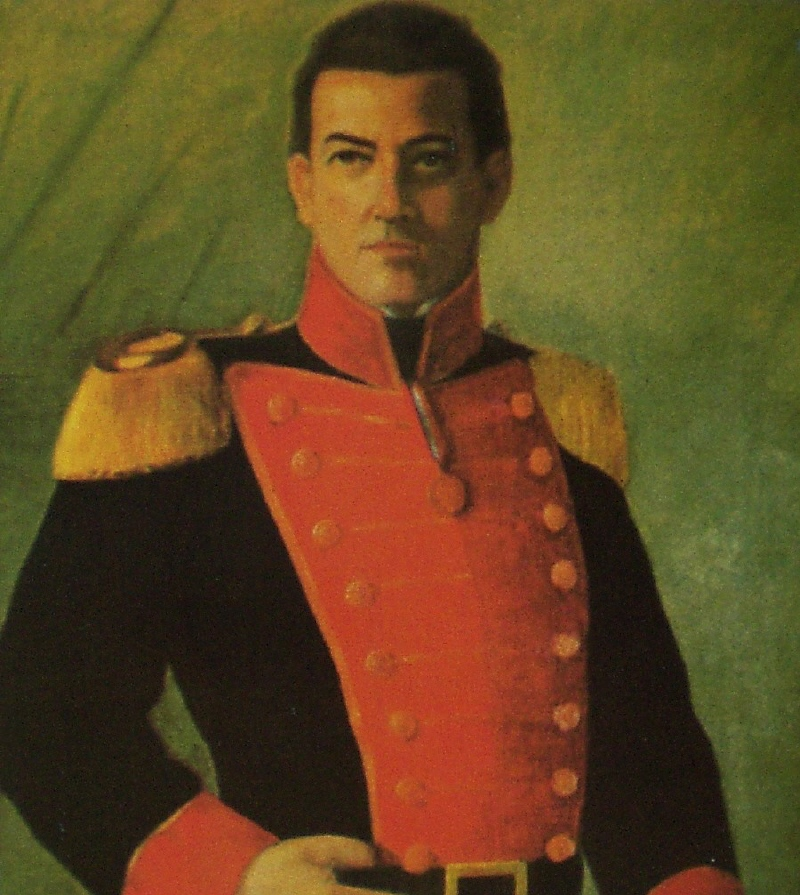
José Gregorio Monagas

José Gregorio Monagas (n. 4 mai 1795, Aragua de Barcelona, Venezuela - d. 15 iulie 1858, Maracaibo, Venezuela) a fost un militar și om politic, președintele Venezuelei în perioada 1851–1855.
José Gregorio Monagas a fost fratele lui José Tadeo Monagas și a fost protejat de acesta din motive de corupție.